# NBA Live 96
NBA Live 96 is een computerspel uit de serie NBA Live. Het spel is het tweede spel uit de serie.  Het spel werd ontwikkeld door EA Sports en uitgegeven door Electronic Arts. Met het spel kan de speler basketbal spelen. Op de cover van het spel staat een foto van de 1995 NBA Finals. Het speelveld wordt isometrisch weergegeven. Zoals bij alle spellen uit de serie kan de speler zelf spelers bewerken. Naast het hele seizoen kan het spel gespeeld worden in de modus demonstratiepartij en playoffs. Het spel omvat 29 teams waaronder die van Toronto en Vancouver.

## Platforms
| Jaar | Platform                   |
| ---- | -------------------------- |
| 1995 | DOS, Sega Mega Drive, SNES |
| 1996 | PlayStation, Game Boy      |

## Ontvangst
| Beoordeeld door                      | Platform        | Datum            | Score |
| ------------------------------------ | --------------- | ---------------- | ----- |
| Electric Playground                  | SNES            | 1997             | 100%  |
| PC Games (Duitsland)                 | DOS             | maart 1996       | 93%   |
| The Video Game Critic                | SNES            | 24 november 2001 | 91%   |
| Coming Soon Magazine                 | PlayStation     | 14 juni 1996     | 90%   |
| All Game Guide                       | SNES            | 1998             | 90%   |
| GamePro (USA)                        | SNES            | november 1995    | 90%   |
| Electronic Gaming Monthly (EGM)      | PlayStation     | juni 1996        | 88%   |
| Mega Fun                             | SNES            | oktober 1995     | 88%   |
| PC Player (Duitsland)                | DOS             | maart 1996       | 87%   |
| Power Play                           | DOS             | maart 1996       | 83%   |
| Video Games & Computer Entertainment | SNES            | november 1995    | 80%   |
| Video Games & Computer Entertainment | PlayStation     | maart 1996       | 80%   |
| High Score                           | DOS             | mei 1996         | 80%   |
| The Video Game Critic                | Sega Mega Drive | 17 juni 2006     | 67%   |
| Total! (Duitsland)                   | SNES            | februari 1996    | 65%   |

In juni 1996 kreeg het spel van Computer Gaming World de titel sportspel van het jaar.

## Trivia
- Dit spel is het eerste in de serie die een virtual stadion bezat.
- Wegens licentie redenen zijn Michael Jordan en Charles Barkley in dit spel verborgen. Door een speler genaamd Jordan op te voeren bij het spel worden wel zijn statistieken zichtbaar.